# Município de Liberty (condado de Jackson, Ohio)
O município de Liberty (em inglês: Liberty Township) é um município localizado no condado de Jackson no estado estadounidense de Ohio. No ano de 2010 tinha uma população de 1.821 habitantes e uma densidade populacional de 17,23 pessoas por km².

## Geografia
O município de Liberty encontra-se localizado nas coordenadas 39° 04′ 40″ N, 82° 44′ 04″ O. Segundo a Departamento do Censo dos Estados Unidos, o município tem uma superfície total de 105.66 km², da qual 105,28 km² correspondem a terra firme e (0,37 %) 0,39 km² é água.

## Demografia
Segundo o censo de 2010, tinha 1.821 habitantes residindo no município de Liberty. A densidade populacional era de 17,23 hab./km². Dos 1.821 habitantes, o município de Liberty estava composto pelo 96,38 % brancos, o 0,99 % eram afroamericanos, o 0,6 % eram amerindios, o 0,16 % eram asiáticos, o 0,22 % eram de outras raças e o 1,65 % eram de uma mistura de raças. Do total da população o 0,82 % eram hispanos ou latinos de qualquer raça.